# Sergej Machonin
Sergej Machonin (* 29. Dezember 1918 in Moskau; † 24. November 1995 in Prag) war ein tschechoslowakischer Theaterkritiker, Literaturkritiker, Publizist und Redakteur, Dramaturg und Übersetzer.

## Leben
Ab 1930 besuchte Sergej Machonin das russische Gymnasium in Moravská Třebová und ab 1931 das Gymnasium in Prostějov. 1938 schloss er sein Studium in Tschechisch und Deutsch an der Philosophischen Fakultät der Karls-Universität in Prag ab. Weil er an studentischen Veranstaltungen im November 1939 teilnahm, war er bis 1942 im Konzentrationslager Sachsenhausen inhaftiert. Nach seiner Rückkehr arbeitete er als Sachbearbeiter und Redakteur. Nach dem Krieg studierte er 1951 komparative Literaturwissenschaft an der Karlsuniversität und promovierte über die zeitgenössische sowjetische Literatur. Daneben war er von 1945 bis 1947 Redakteur des damals parteinahen Verlags Mladá Fronta und Sekretär der Abteilung für Kulturbeziehungen beim Informationsministerium. 1948–1949 arbeitete er als Dramaturg im tschechoslowakischen Staatsfilm, 1950–1953 als Dramaturg des Realistischen Theaters in Prag. In den Jahren 1954–1969 war er Redakteur von Literární noviny und arbeitete gleichzeitig in den Filmstudios Barrandov als Drehbuchautor (1966–1969). Seit den 1950er Jahren widmet er sich konsequent der Theaterkritik.
Sergej Machonin entwickelte sich vom Vertreter des orthodoxen Marxismus zum Befürworter dessen Reform bis hin zum scharfen Kritiker des Dogmatismus des Normalisierungsprogramms nach 1968. In dieser Zeit hat er endgültig seine anfänglichen Sympathien zum sozialistischen Realismus hinter sich gelassen und war nach 1969 in der Opposition und im Samisdat und dessen Verbreitung tätig. Er fiel in Ungnade, 1970–1973 arbeitete er als Nachtwächter und ging danach in die Rente. Er gehört zu den ersten Unterzeichnern der Erklärung der Charta 77 von 1977. Erst 1990 konnte er wieder in die Redaktion der Literární noviny zurückkehren.
Im Samisdat benutzte Sergej Machonin den Pseudonym Jindřich Ješ und Kürzel sm, Sm, SM, S. M., sin, sj, AB, s, km, m.